# オスカル・ネドバル
オスカル・ネドバル（Oskar Nedbal, 1874年3月26日 – 1930年12月24日）は、チェコスロバキアの作曲家・指揮者。

## 生涯
南部ボヘミアの古都ターボルにおいて、ドイツ語を母語とするチェコ人の家庭に生れる。1891年より1906年まで、ボヘミア弦楽四重奏団の創立メンバーとしてヴィオラを担当。1896年から1906年まで10年間にわたってチェコ・フィルハーモニー管弦楽団の首席指揮者を務める。1906年にウィーンに行き、ウィーン・トーンキュンストラー管弦楽団を創立、1919年まで同楽団の指揮者を務める。作曲家としての活躍もこの頃にさかのぼる。
チェコスロバキア建国後に帰国し、主にスロヴァキアの首府ブラチスラヴァで活躍した。1930年のクリスマス・イヴにザグレブにおいて飛び降り自殺した。多額の債務を抱えた末の死であった。
作曲をドヴォルザークに師事し、その熱烈な崇拝者ではあったものの、民族主義よりはウィーン楽派の伝統に忠実であった。たとえば器楽曲の場合、チェロとピアノのための《ロマンティックな組曲》作品18において、《きらきら星変奏曲》の主題を巧みに挿入し、モーツァルトに敬意を払っている。バレエ音楽などの舞台音楽の作曲にも活躍し、なかでも1913年のオペレッタ《ポーランド気質》（ Polenblut）は、1926年までウィーンにおいて3000回もの上演が行われた。このほかに室内楽曲や管弦楽曲、声楽曲がある。

## 主要作品一覧

### 器楽曲
- ヴァイオリン・ソナタ ロ短調 作品9
- ワルツ「森の鐘」「ミス・バタフライ」「ナイチンゲール」
- スケルツォ・カプリチオーソ
- チェロと管弦楽のためのロマンス
- ヴァイオリンと管弦楽のためのロマンス
- ヴァイオリンと管弦楽のためのセレナード
- かわいい組曲
- 弦楽合奏のためのチェコ風ポルカ

### バレエ
- 怠け者ホンザの物語 Pohádka o Honzovi (1902)
- お婆さんのお伽話（おとぎ話からおとぎ話へ） Z pohádky do pohádky (1908)
- ヒヤシンス姫 Princezná Hyacinta (1911)
- Čertova babička (1912)

### オペレッタ
- 淑女バルバラ Die keusche Barbara, Erstlingswerk 1910
- ぶどう園の花嫁花婿 Die Winzerbraut, 1916
- 麗しのサスキア Die schöne Saskia, 1917
- Eriwan, 1918
- 農夫ヤコブ Sedlák Jakub, 1922 （Oper in Brünn）
- Donna Gloria, 1926
- マドモワゼル・ナポレオン Mlle Napoleon, 1928